# Nikola Jakšić
Nikola Jakšić (en serbe : Никола Јакшић), né le 17 janvier 1997 à Belgrade, est un joueur de water-polo international serbe évoluant au club serbe du VK Partizan et en équipe nationale de Serbie.

## Palmarès

### En sélection
- Serbie
  - Jeux olympiques :
    - Médaille d'or : 2016.

  - Championnat du monde
    - Vainqueur : 2015.

  - Ligue mondiale :
    - Vainqueur : 2015 et 2016.

  - Championnat d'Europe :
    - Vainqueur : 2016.